# El Rancho (Oviedo)
El Rancho es un barrio de la ciudad española de Oviedo, capital de la comunidad autónoma de Asturias. Fue creado como colonia de viviendas colonia social de Guillén Lafuerza. Son viviendas pareadas de una sola planta, construidas en 1943 a instancias del gobernador civil César Guillén Lafuerza y del gobernador militar Nicasio de Aspe y Vaamonde para trabajadores, e inauguradas en 1945 con el nombre Colonia Guillén Lafuerza. En 2011 el alcalde de barrio era Eliseo de la Lama Herrero. Un personaje popular que residió en el barrio fue Emilia García Fernández, apodada La Pixarra, socia n.º 1 del Real Oviedo, que da nombre al recinto deportivo de Santa María de Piedramuelle.